# Маркелово (Новотор'яльський район)
Марке́лово (рос. Маркелово, марій. Маркелово) — присілок у складі Новотор'яльського району Марій Ел, Росія. Входить до складу Пектубаєвського сільського поселення.

## Населення
Населення — 192 особи (2010; 209 у 2002).
Національний склад (станом на 2002 рік):
- марійці — 51 %
- росіяни — 47 %